# Петень
Петень, Петені (рум. Peteni) — село у повіті Ковасна в Румунії. Входить до складу комуни Зебала.
Село розташоване на відстані 164 км на північ від Бухареста, 28 км на схід від Сфинту-Георге, 50 км на північний схід від Брашова.

## Населення
За даними перепису населення 2002 року у селі проживали 168 осіб, з них 164 особи (97,6%) угорців. Рідною мовою 165 осіб (98,2%) назвали угорську.